# Fuling
För andra betydelser, se Fuling (olika betydelser).
Fuling, tidigare stavat Fowling,  är ett yttre stadsdistrikt i storstadsområdet Chongqing i sydvästra Kina. Antalet invånare vid folkräkningen 2020 var 1 115 016.
Orten var tidigare en stad i Sichuan och ligger längs Yangtzefloden, en bit öster om Chongqings stadskärna. Orten har en mycket gammal historia, men är kanske idag mest känd för den inlagda sareptasenap (榨菜, zhacai) som tillverkas här.

## Administrativ indelning
Distriktet är indelat i elva stadsdelsdistrikt, 14 köpingar och två socknar.
Stadsdelsdistrikt (jiedao):

- Baitao (白涛街道)
- Chongyi (崇义街道)
- Dunren (敦仁街道)
- Jiangbei (江北街道)
- Jiandong (江东街道)
- Lidu (李渡街道)
- Linshi (蔺市街道)
- Lizhi (荔枝街道)
- Longqiao (龙桥街道)
- Ma'an (马鞍街道)
- Yihe (义和街道)

Köpingar (zhen):

- Baisheng (百胜镇)
- Dashun (大顺镇)
- Jiaoshi (焦石镇)
- Longtan (龙潭镇)
- Luoyun (罗云镇)
- Mawu (马武镇)
- Nantuo (南沱镇)
- Qingxi (清溪镇)
- Qingyang (青羊镇)
- Shituo (石沱镇)
- Tongle (同乐镇)
- Xinmiao (新妙镇)
- Zengfu (增福镇)
- Zhenxi (珍溪镇)

Socknar (xiang):

- Damu (大木乡)
- Wulingshan (武陵山乡)